# Остафийчук, Иван Васильевич
Иван Васильевич Остафийчу́к (р. 1940) — советский и украинский художник, график.

## Биография
Родился 28 июля 1940 года в селе Тростянце (ныне Ивано-Франковская область, Украина) в предгорье гуцульских Карпат. Родители, Анна и Василий Остафийчуки, были обычными карпатскими крестьянами. Получив среднее образование, решил заняться искусством, поступил в Вижницкое училище прикладного искусства (1957—1960) и Львовский государственный институт прикладного и декоративного искусства (1960—1965) на отдел текстиля. Учился профессии у К. Зверинского и Г. Сельского, а впоследствии консультировался с ними по творческим вопросам. Ещё в студенческие годы начал выставочную практику, которую позже соединил с работой графика-иллюстратора. В 1960-х годах специализировался в графике, живописи, художественном текстиле и керамике. Молодой художник становится членом Львовского отделения Союза советских художников Украины.

## Юбилейная выставка
28 июля 2015 года в Львовском национальном музее им. Андрея Шептицкого состоялось торжественное открытие выставки художественных произведений Ивана Остафийчука. Она была приурочена 75-летнему юбилею художника и 50-летию творческой художественной деятельности. Самой приятной неожиданностью для художника были поздравления и подарок — книга «Снятынщина. Историко-этнографический очерк» от имени глав Снятынской районного совета Петра Гнидана и райгосадминистрации Романа Малиновского.
Для Национального музея имени Андрея Шептицкого эта выставка является особенно ценной, поскольку большинство произведений, заекспонованих на выставке, вместе со значительной частью творческого наследия (в целом 200 работ), художник передал в дар музею.

## Награды
- Золотая медаль IX Биеннале графического искусства в (1989; Брно,Чехословакия)
- Премия имени Марка Черемшины (2014)
- Национальная премия Украины имени Тараса Шевченко (2007) — за циклы художественных работ «Моя Украина», «Путешествие в Батурин», «Бойковская сага». Денежную составляющую премии (100 000 гривен) запланировал потратить на ремонт собственной галереи.
- Юбилейная медаль «20 лет независимости Украины» (2011)[2]